# Carl Ludwig Willdenow
Carl Ludwig Willdenow (22 d'agost de 1765 - 10 de juliol de 1812) va ser un farmacèutic i botànic alemany. És considerat un dels fundadors de la fitogeografia, o estudi de la distribució geogràfica de les plantes. Willdenow també va ser un a mentor d'Alexander von Humboldt.
Willdenow nasqué a Berlín estudià medicina i botànica a la Universitat de Halle. Va ser director del Jardí Botànic de Berlín des de 1801. Hi estudià moltes plantes d'Amèrica del Sud portades per Alexander von Humboldt. Es va interessar per l'adaptació de les plantes al clima, mostrant que, amb el mateix clima, les plantes mostren característiques comunes. El seu herbari, que conté més de 20.000 espècies, encara es conserva al Jardí botànic de Berlín.
També va fer una síntesi de la geografia europea de les plantes i va fer teories sobre l'origen de les muntanyes.

## Obra
- Florae Berolinensis prodromus (1787)
- Grundriß der Kräuterkunde (1792)
- Linnaei species plantarum (1798–1826, 6 volums) Botanicus
- Anleitung zum Selbststudium der Botanik (1804)
- Enumeratio plantarum horti regii botanici Berolinensis (1809)
- Berlinische Baumzucht (1811)
- Abbildung der deutschen Holzarten für Forstmänner und Liebhaber der Botanik (1815-1820, Band 1-2) Digital edition by the University and State Library Düsseldorf
- Hortus Berolinensis (1816)